# Carlos Ponce
Pour les articles homonymes, voir Ponce (homonymie).
Carlos Ponce, né Carlos Ponce Freire le 4 septembre 1972 à San Juan à Porto Rico, est un acteur, chanteur, producteur de cinéma, compositeur et animateur portoricain. Il habite à Miami (Floride) et à Los Angeles (Californie) aux États-Unis.

## Biographie
Son père, Carlos Ponce et sa mère, Esther Freyre, émigrent de Cuba après la révolution cubaine réalisée par Fidel Castro vers les États-Unis. Après sa naissance, la famille se rend à Humacao où elle a ses racines. Durant son enfance, il participe activement aux pièces de théâtre à l'école et organise des spectacles pour toute sa famille en interprétant des chansons. « Carlitos », comme il est appelé à Puerto Rico se met à apparaître dans des publicités à la télévision à l'âge de six ans. Il fréquente l'école secondaire de Humacao et devient membre du club de théâtre de l'école,.
En 1986, la famille Ponce se déplace à Miami en Floride. Carlos Ponce continue à participer aux pièces de théâtre montées dans son école. Il est élu meilleur acteur étudiant de la région sud des États-Unis.
Le 5 octobre 1996, Ponce épouse son amour de jeunesse, la photographe Veronica. Ils ont ensemble deux fils nés en 1999 et 2001 et adoptent, en 2003, des jumelles nées en 2002. Depuis, ils ont divorcé. De 2010 à 2016, il fréquente l'actrice Ximena Duque.
Carlo Ponce joue le personnage de Simón Marroquín, dans la série mexicaine Au Nom de la vengeance, diffusée sur la plateforme Netflix, dès le 6 octobre 2021.
Dans le domaine musical, il chante principalement dans le style Pop latino et sa maison de disques est EMI Music.

## Filmographie

### Cinéma
- 2001 : La Belle et le Clochard 2 : voix originale ;
- 2005 : Gigolo malgré lui (Deuce Bigalow: European Gigolo), direction de Mike Bigelow : Rodrigo ;
- 2005 : Meet Me in Miami : Luis ;
- 2005 : Complete Guide to Guys : Steve ;
- 2006 : Disparition sous les tropiques (Vanished) : Raddimus ;
- 2006 : Stranded : Inspecteur chef Raddimus[5] ;
- 2006 : Brean-In : Inspecteur Raddimus ;
- 2006 : Lucky Girl : Antonio ;
- 2009 : Thérapie de couples : Salvadore, professeur de yoga[6] ;
- 2011 : Rio : voix de Marcel ;
- 2013 : Drôles de dindes (Free birds) : narrateur et voix d'Alejandro ;
- 2014 : Clochette et la Fée pirate : voix de Benito ;
- 2015 : Spy, direction de Paul Feig : Matthew Wright ;
- 2016 : Single in South Beach : Robert [7].

### Telenovelas
- 1994 : Guadalupe : Willy ;
- 1996 : Sentimientos Ajenos : Renato Armendia ;
- 2001 : Sin Pecado Concebido : Adrián Martorel Ibañez ;
- 2002 : Mi conciencia y yo ;
- 2003 : Ángel De La Guarda, Mi Dulce Compañía : Gustavo Almansa ;
- 2007 : Dame chocolate : Bruce Remington ;
- 2009 : Más Sabe el Diablo : participation spéciale ;
- 2010 : Perro amor : Antonio Brando, dit El Perro[8] ;
- 2011 : Dos hogares : Santiago Ballesteros Ortiz Monasterio ;
- 2012 : Hollywood Heights : Max Duran ;
- 2013 : Arranque de pasión (webnovela) : Checo Fernández ;
- 2013 : Santa Diabla : Humberto Cano ;
- 2014-2015 : Cristela : Félix Gonzalez ;
- 2016- 2017 : Silvana sin lana : Manuel Gallardo ;
- 2019 : Jugar con fuego : Jorge Jaramillo ;
- 2020 : La Doña 2e saison : León Contreras[9].

### Séries télévisées
- 1998 : Beverly Hills 90210 : Tom Savin ;
- 1998, 2003, 2006 : Sept à la maison (7th Heaven) :  Carlos Rivera ;
- 2001 : Deuxième Chance (Once and Again) : Giancarlo ;
- 2003 : Karen Sisco : Will ;
- 2004 : Maya et Miguel : voix de Santiago Santos ;
- 2004 : Eve : Joe ;
- 2008 : Lipstick Jungle : Les Reines de Manhattan : Rodrigo Vega / Rodrigo ;
- 2012 : Hollywood Heights : Max Duran ;
- 2016 : Devious Maids : Ben.

- 2020: Julie and the phantoms
- 2021 : Au Nom de la vengeance

## Discographie

### Albums
- 1998 : Carlos Ponce ;
- 2000 : Todo lo que Soy ;
- 2002 : Ponce ;
- 2003 : La Historia ;
- 2005 : Celebrando 15 Años Con ;
- 2005 : Lo Basico ;
- 2010 : Perro Amor.

### Singles
- 1998 :
  - Rezo ;
  - Decir Adiós.

- 1999 :
  - Recuerdo ;
  - Te Vas ;
  - Escúchame ;
  - Busco una Mujer.

- 2000 : La Razón de mi Ser ;
- 2001 : Mujer con Pantalones.